# 矢倉3五歩早仕掛け
| 9  | 8  | 7  | 6  | 5  | 4  | 3  | 2  | 1  |    |
| 香 | 桂 |    |    |    | 王 | 角 | 桂 | 香 | 一 |
|    | 飛 |    | 銀 | 金 |    | 金 |    |    | 二 |
| 歩 |    |    | 歩 |    |    | 銀 | 歩 | 歩 | 三 |
|    | 歩 | 歩 |    | 歩 | 歩 | 歩 |    |    | 四 |
|    |    |    |    |    |    | 歩 |    |    | 五 |
|    |    | 歩 | 歩 | 歩 |    |    |    |    | 六 |
| 歩 | 歩 | 銀 | 金 |    | 歩 |    | 歩 | 歩 | 七 |
|    |    | 金 |    |    | 銀 |    | 飛 |    | 八 |
| 香 | 桂 | 角 | 玉 |    |    |    | 桂 | 香 | 九 |

矢倉3五歩早仕掛け（やぐらさんごふはやじかけ）は将棋の戦法の1つ。相矢倉に於いて24手組から先手が25手目に▲3五歩と突く積極的な作戦で、力戦調の将棋になりやすい。

## 概要
先手の▲3五歩には①3筋の歩を手持ちにし②7九の角を捌いて玉の入場ルートを開き③好位置の3六に銀を据えられるようにする狙いがあり、かなり欲張った手であると言える。▲3五歩に対し△同歩と応じれば▲同角として、先手の主張が通った形になる。以下、△6四角にも▲4六角として問題はなく、先にある3条件を満たす素地が整い、先手が作戦勝ちを望める展開になる。
後手としては▲3五歩とした瞬間に△6四角とするのが良く指される指し方で、先手はこれに対し▲1八飛と応じる一手である（▲3七銀なら△3五歩▲同角△3六歩▲4六銀△4五歩、▲4六歩なら△3五歩で後手よし）。先手は飛車が使い辛くなるのは損だが、3筋の歩を手持ちに出来るのは得であり、この損と得のどちらが大きいかを焦点とした難解な将棋となる。
有力な作戦ながら実戦例は多くなく、2006年度から2010年度まで30局中（類似形▲4七金△7四歩の交換をいれないもの）、先手の7勝23敗（先手勝率23.3%）と殆ど勝っていない。また、雀刺しが後手の有力な対策の1つである。
| 9  | 8  | 7  | 6  | 5  | 4  | 3  | 2  | 1  |    |
| 香 |    |    |    |    | 王 | 角 | 桂 | 香 | 一 |
|    | 飛 |    | 銀 | 金 |    | 金 |    |    | 二 |
|    |    | 桂 | 歩 |    |    | 銀 | 歩 | 歩 | 三 |
|    | 歩 | 歩 |    | 歩 | 歩 | 歩 |    |    | 四 |
| 歩 |    |    |    |    |    | 歩 |    |    | 五 |
|    |    | 歩 | 歩 | 歩 |    |    |    |    | 六 |
| 歩 | 歩 | 銀 | 金 |    | 歩 |    | 歩 | 歩 | 七 |
|    | 玉 | 金 |    |    | 銀 |    | 飛 |    | 八 |
| 香 | 桂 | 角 |    |    |    |    | 桂 | 香 | 九 |

そもそもは後手の出方をじっくり待とうという森下システムに対して、いっそのこと先行体制をちらつかせていくぞと脅し続けることで、逆に先手の動きをじっと見極めようと復活を遂げた後手雀刺しの基本コンセプトが背景にある。
図の後手陣はその例で、次に△9三香から9二飛で、後手は攻撃体制が整う。
図の局面は先手が矢倉早囲いで玉を入城させた局面で、先手としては通常の駒組みよりも手得で囲えるが、早く攻撃態勢を整えないと入城している分相手の雀刺し攻撃に対して早く影響が及ぼされる。後手も端に二手かけているので、先手の3五歩には自陣の囲いよりも△9三香とすることが多い。先手側は7九角のまま3五歩の交換ができれば、7九角～6八角の一手を費やさずに角を動かせることができ、さらに一歩交換でき、相手より早く攻撃態勢を築けて、イニチアチブを握ることが出来るというメリットもある。
図からの進行例として、▲3五歩△同歩▲同角△9三香に、先手は▲3八飛または4六角の採用が多い。3八飛は次に4六角から2八角～5七銀～4六銀という好手順を見込んでいる。このように従来のあらかじめ▲3七銀としてから▲3五歩△同歩▲同角に比べて、雀刺しに対して角を2八で使うこともあると匂わせることで、先手の作戦の幅が広くなっている。
後手は3八飛にはあらかじめ前述の手順を防いで△6四角と出る一手である。以下▲4六角△同角▲同歩△5八角▲3九飛△2五角成▲5七金△4三馬▲4七銀が一例で、こうなると持ち角と自陣馬の対抗となるが、後手の角が攻撃参加から除外され、端の二手かけた攻撃態勢があまくなっているのがわかる。